# Ganbold Ganbajar
Ganbold Ganbayar (Mongol nyelven: Ганболд Ганбаяр, Sükhbaatar, 2000. szeptember 3. –) mongol válogatott labdarúgó, jelenleg a Komáromi FC játékosa kölcsönben a Puskás Akadémia csapatától.

## Pályafutása

### Klubcsapatban
2014-ben került a Horomhon korosztályos csapataiba, majd felkerült a felnőttek közé a következő évben. A 2014-es szezonban tagja volt a bajnoki címet szerző csapatnak. 2016 szeptemberében a Puskás Akadémia szerződtette a korosztályos csapataiba. 2018. április 11-én bejelentették, hogy kölcsönben a mongol Ulánbátor csapatába kerül októberig. Augusztusban visszatért Magyarországra és profi szerződést kötött a Puskás Akadémiával, így az első hivatásos mongol labdarúgó lett Európában. A Puskás Akadémia csapatában 2020. augusztus 30-án mutatkozott be egy Újpest elleni bajnoki mérkőzésen. A szezon nagy részét kölcsönben a másodosztályú Csákvári TK-ban töltötte, ahol 26 mérkőzésen két gólt szerzett. A 2021-2022-es idényt a szlovák másodosztályban szereplő Komáromi FC-ben töltötte, szintén kölcsönben.

### A válogatottban
A korosztályos válogatottak tagjaként részt vett a 2014-es U14-es Ázsia-bajnokságon, a 2016-os U16-os Ázsia-bajnokságon. 2019 májusában Ganbayar meghívót kapott a mongol felnőtt válogatott Brunei elleni júniusi világbajnoki selejtező mérkőzésekre készülő keretébe.  A mongol válogatottban 2021. március 25-én mutatkozott be egy Tádzsikisztán elleni világbajnoki selejtezőn.

#### Mérkőzései a mongol válogatottban
megjegyzés Az eredmények a mongol válogatott szemszögéből értendők.
| #  | Dátum             | Ellenfél       | Eredmény | Kiírás               | Esemény |
| -- | ----------------- | -------------- | -------- | -------------------- | ------- |
| 1. | 2021. március 25. | Tádzsikisztán  | 0 – 3    | Vb-selejtező         | 74'     |
| 2. | 2021. március 30. | Japán          | 0 – 14   | Vb-selejtező         | 74'     |
| 3. | 2021. június 7.   | Kirgizisztán   | 1 – 0    | Vb-selejtező         | 69'     |
| 4. | 2022. június 8.   | Palesztina     | 0 – 1    | Ázsia-kupa selejtező |         |
| 5. | 2022. június 11.  | Fülöp-szigetek | 0 – 1    | Ázsia-kupa selejtező |         |
| 6. | 2022. június 14.  | Jemen          | 2 – 0    | Ázsia-kupa selejtező | 8' 53'  |
| 7. | 2023. március 25. | Grúzia         | 1 – 6    | barátságos mérkőzés  |         |

## Sikerei, díjai
Horomhon
- Mongol bajnok: 2014

 Ulánbátor
- Mongol szuperkupa: 2018

 Puskás Akadémia
- Magyar labdarúgó-bajnokság ezüstérmes: 2020–21